# Ignacy Odachowski
Ignacy Odachowski – jeden z polskich organizatorów i przywódców powstania listopadowego w powiecie wilejskim.
Był szlachcicem z powiatu oszmiańskiego, właścicielem ziemskim. Dymisjonowany kapitan WP. Za udział w kilku starciach z wojskiem rosyjskim w charakterze dowódcy oddziału i przejęcie pieniędzy z kasy powiatowej i poczty witebskiej wyrokiem Komisji Śledczej w Mińsku w 1832 został zaliczony do kategorii I przestępców. Ułaskawiony przez wodza naczelnego Armii Czynnej i Mikołaja I. Karę śmierci zamieniono mu na katorgę. Od maja do listopada 1835 roku ukrywał się, później oddany został w rekruty.